# Spycisław
Spycisław – słowiańskie imię męskie, złożone z członu spyci- („nadaremnie”) oraz członu -sław („sława”). Imię popularne i znane w okresie staropolskim. Nieodnotowane w źródłach historycznych.
Imieniny: 11 listopada.